# Perregrinus
Perregrinus Tanasevič, 1992 è un genere di ragni appartenente alla famiglia Linyphiidae.

## Distribuzione
L'unica specie oggi attribuita a questo genere è stata rinvenuta in Russia, Mongolia, Cina e Canada.

## Tassonomia
Questo genere è una ridenominazione di Peregrinus Tanasevič, 1992, ad opera dello stesso Tanasevič.
A giugno 2012, si compone di una specie:
- Perregrinus deformis (Tanasevič, 1992)[3] — Russia, Mongolia, Cina, Canada